# Los Angeles Aztecs 1975
Questa pagina raccoglie i dati riguardanti i Los Angeles Aztecs nelle competizioni ufficiali della stagione 1975.

## Stagione
Gli Aztecs vennero affidati all'esordiente Terry Fisher. Gli Aztecs vennero rivoluzionati con la cessione ai S.A. Thunder di sette giocatori, tra cui Luis Marotte e Renato Costa, in cambio di Sergio Velazquez e sette future scelte nel draft. La squadra, campione in carica, non riuscì a ripetersi, fermandosi ai quarti di finale dei playoff contro i St. Louis Stars.

## Organigramma societario
Area direttiva
- Proprietario: Jack Gregory

Area tecnica
- Allenatore: Terry Fisher
- Trainer: Tom Storer

## Rosa
| N. |                              | Ruolo | Calciatore             |
| -- | ---------------------------- | ----- | ---------------------- |
| 1  | Germania (bandiera)          | P     | Gary Allison           |
| 1  | Inghilterra (bandiera)       | P     | John Taylor            |
| 2  | Inghilterra (bandiera)       | D     | Bobby Sibbald          |
| 3  | Trinidad e Tobago (bandiera) | D     | Ramon Moraldo          |
| 4  | Galles (bandiera)            | D     | Alan Jones             |
| 5  | Inghilterra (bandiera)       | C     | Mike Ferguson          |
| 6  | Etiopia (bandiera)           | C     | Wolde-Emmanuel Fesseha |
| 7  | Stati Uniti (bandiera)       | A     | Douglas McMillan       |
| 8  | Inghilterra (bandiera)       | C     | Alex Russell           |
| 9  | Uruguay (bandiera)           | A     | Uruguay Graffigna      |

| N. |                              | Ruolo | Calciatore       |
| -- | ---------------------------- | ----- | ---------------- |
| 10 | Stati Uniti (bandiera)       | A     | Sergio Velazquez |
| 11 | Trinidad e Tobago (bandiera) | C     | Tony Douglas     |
| 13 | Stati Uniti (bandiera)       | D     | Lee Atack        |
| 14 | Ungheria (bandiera)          | C     | Gyula Visnyei    |
| 15 | Stati Uniti (bandiera)       | A     | José López       |
| 16 | Stati Uniti (bandiera)       | D     | John Mason       |
| 17 | Stati Uniti (bandiera)       | A     | Jerry Kazarian   |
| 17 | Messico (bandiera)           | A     | Miguel Brigida   |
| 18 | Inghilterra (bandiera)       | D     | Bernie Fagan     |
| 18 | Stati Uniti (bandiera)       | D     | Steve Gay        |